# Todd Boonstra
Todd Roger Boonstra (* 29. Mai 1962 in Minneapolis, Minnesota) ist ein ehemaliger US-amerikanischer Skilangläufer.
Boonstra feierte seinen ersten Erfolg bei der NCAA-Meisterschaft 1983, als er über 15 Kilometer den dritten Platz belegte. Ein Jahr später qualifizierte er sich für die Olympischen Winterspiele in Sarajevo. Im Wettbewerb über 15 Kilometer erreichte er Rang 54. Vier Jahre später, bei den Olympischen Winterspielen 1988 in Calgary konnte er sich über 15 Kilometer um einen Platz verbessern. Im Staffelwettkampf wurde er mit seinen Teamkollegen Dan Simoneau, Bill Spencer und Joe Galanes 13. Seine dritten Olympischen Winterspiele erlebte Boonstra 1994 in Lillehammer. In den Rennen über 10 und 50 Kilometer erreichte er die Platzierungen 41 und 39. Im Verfolgungsrennen wurde er ebenfalls 41. Die Staffel beendete er zusammen mit John Aalberg, Ben Husaby und Luke Bodensteiner auf dem 13. Rang.
Boonstra besuchte die University of Vermont und beendete sein Studium 1986. Er lebt in Alaska und verlegt seinen Wohnort im Sommer nach Ninilchik und im Winter nach Galena. Er arbeitet als Lehrer und Skilehrer. Des Weiteren tritt er in Masterwettbewerben an und gewann bereits vier Mal das Mount-Marathon-Skirennen.